# آستارتا هلدینگ
آستارتا هلدینگ (انگلیسی: Astarta Holding) شرکت کشاورزی اوکراینی است، که در سال ۱۹۹۰ تأسیس شد.